# Dysithamnus
A Dysithamnus a madarak osztályának verébalakúak (Passeriformes) rendjébe és a hangyászmadárfélék (Thamnophilidae) családjába tartozó nem.

## Rendszerezésük
A nemet Daniel Giraud Elliot írta le 1870-ben, az alábbi 8 faj tartozik ide:
- Dysithamnus stictothorax
- Dysithamnus mentalis
- Dysithamnus striaticeps
- Dysithamnus puncticeps
- Dysithamnus xanthopterus
- Dysithamnus occidentalis
- Dysithamnus leucostictus
- Dysithamnus plumbeus

## Előfordulásuk
Mexikó, Közép-Amerika és Dél-Amerika területén honosak. A természetes élőhelyük szubtrópusi vagy trópusi erdők és cserjések. Állandó, nem vonuló fajok.

## Megjelenésük
Testhosszuk 10-13,5 centiméter közötti.

## Életmódja
Ízeltlábúakkal, főleg rovarokkal táplálkoznak.